# Оросі (Каліфорнія)
Оросі (англ. Orosi) — переписна місцевість (CDP) в США, в окрузі Туларе штату Каліфорнія. Населення — 8329 осіб (2020).

## Географія
Оросі розташоване за координатами 36°32′36″ пн. ш. 119°17′25″ зх. д. / 36.54333° пн. ш. 119.29028° зх. д. (36.543414, -119.290273).  За даними Бюро перепису населення США в 2010 році переписна місцевість мала площу 6,33 км², уся площа — суходіл.

## Демографія
Згідно з переписом 2010 року, у переписній місцевості мешкало 8770 осіб у 1985 домогосподарствах у складі 1752 родин. Густота населення становила 1385 осіб/км².  Було 2070 помешкань (327/км²).
Расовий склад населення:
| - 44,0 % — білих - 9,2 % — азіатів - 0,7 % — чорних або афроамериканців - 0,6 % — корінних американців - 41,5 % — осіб інших рас |

До двох чи більше рас належало 3,9 %. Частка іспаномовних становила 86,7 % від усіх жителів.
За віковим діапазоном населення розподілялося таким чином: 35,2 % — особи молодші 18 років, 57,4 % — особи у віці 18—64 років, 7,4 % — особи у віці 65 років та старші. Медіана віку мешканця становила 26,4 року. На 100 осіб жіночої статі у переписній місцевості припадало 107,0 чоловіків;  на 100 жінок у віці від 18 років та старших — 108,1 чоловіків також старших 18 років.
Середній дохід на одне домашнє господарство  становив 42 901 долар США (медіана — 34 724), а середній дохід на одну сім'ю — 40 939 доларів (медіана — 34 713). Медіана доходів становила 22 269 доларів для чоловіків та 22 465 доларів для жінок. За межею бідності перебувало 26,6 % осіб, у тому числі 43,6 % дітей у віці до 18 років та 10,1 % осіб у віці 65 років та старших.
Цивільне працевлаштоване населення становило 3235 осіб. Основні галузі зайнятості: сільське господарство, лісництво, риболовля — 48,1 %, освіта, охорона здоров'я та соціальна допомога — 11,1 %, роздрібна торгівля — 10,7 %.